# Атсыз бен Увак
Атсыз бен Увак (тур. Atsız bin Uvak el-Harezmi) — туркменский полководец из Хорезма.
Атсыз был среди туркменов, которые сначала служили сельджукскому султану Альп-Арслану, но в результате конфликта между потомками Сельджука в 1069/70 году укрылись в Византии. Затем часть туркменов, среди которых был и Атсыз, перешла на службу к Фатимидам.
Не удовлетворившись оплатой, туркмены захватили у Фатимидского халифата многие города и создали туркменское княжество в Палестине. В 1071—1079 годах княжеством правил Атсыз как вассал сельджукских султанов. Земли княжества включали Иерусалим, Рамлу, Тивериаду, Триполи, Сур, Акко, Хомс, Дамаск и Рафанию. В 1077 году Атсыз совершил поход на столицу Фатимидов, Каир, однако был разбит их армией. В 1079 году Атсыз был казнен Тутушем, который стал сельджукским правителем Сирии.

## Имя и происхождение
Имя Атсыз носил также один из хорезмшахов, это имя встречается среди уйгуров в 767 году. Абульгази в Родословной туркмен так назвал одного из легендарных предков Огуз-хана . Иранский литературовед Мирза Мухаммед Казвини полагал, что в основе имени Атсыз лежит тюркский корень «лошадь». Другую версию изложил Л. Расони, согласно которому значение имени Атсыз раскрыл Ибн Халликан, отметив, что «тюрки дали имя Атсыз мужчинам, потерявшим всех своих детей». По мнению Расони, имя «хорошо вписывается в группу охранительных имен», целью которых является защита ребёнка от вредных духов.
Историки называют Атсыза одним из вождей туркменов наваки (М. Гиль, Ш. Гат) племени ивэ (К. Каэн, В. Запорожец, И. Кафесоглу) или кынык (А. Севим) из Хорезма. Ибн аль-Азрак писал, что эмир Атсыз был из огузского племени кынык, к которому принадлежали и сельджуки. Наваки (навекие) называли туркменов, которые выступили против сельджукского султана Алп-Арсалана и бежали от него.

## Биография

### Ранние годы
В 1069/70 году туркменский военачальник Эл-басан, поссорившись с султаном Алп-Арсланом, бежал в Анатолию и у Сиваса захватил в плен Мануила Комнина. Султан направил армию захватить Эл-басана. Понимая, что не сможет ей противостоять, Эл-басан договорился с Мануилом и отправился с ним в Константинополь к императору Роману Диогену . Атсыз был среди туркменов, следовавших за Эл-басаном, но не пожелавших служить Византии. По словам К. Каэна, Атсыз отказался служить в христианской армии и поступил на службу к Фатимидам. В Палестине в 1071 году он c братьями подчинил Фатимидскому халифату бедуинов. Однако затем решил, что его служба недостаточно вознаграждена и в том же 1071 году захватил уже для себя Иерусалим, Палестину и Южную Сирию. Согласно более позднему исследованию турецкого медиевиста А. Севима, вождём туркменов, ушедших в Палестину, был не Атсыз, а Курлу-бей. Во главе туркменов он завоевал плодородные земли к востоку от Тивериадского озера, где его племя и поселилось. В племени было 3—4 тысячи шатров. По оценке А. Севима, с женщинами и детьми их было около 10—12 тысяч человек. Помимо земель, туркмены захватили крепость Нуман с запасами зерна. Позже они двинулись на юг и завоевали область Рамлы, которая в 1069 году была разрушена землетрясением. Город находился в руинах, базары были пусты, поля не обрабатывались. По словам Сибта ибн аль-Джаузи, причиной этого было разграбление бедуинами. Курлу-бей привел из соседних районов крестьян, которые начали обрабатывать земли. Он приложил большие усилия для выращивания олив. В конце сезона в том же году от продажи урожая было получено 300 тысяч золотых. 30 тысяч золотых из этой суммы было удержано по праву мири (государственный налог), а остальное было роздано земледельцам. С помощью Атсыза Курлу-бей создал в Палестине туркменский бейлик, вассал государства Великих Сельджуков, со столицей в Рамле .
Когда туркмены под предводительством Курлу-бея обосновались в Палестине, Акко подвергся нападению арабских кочевых племен. Бадр аль-Джамали, фатимидский вали города, жестоко подавлял недовольства в фатимидских войсках и обложил жителей высокими налогами, он был непопулярен в городе. Потому Бадр решил прибегнуть к помощи турок и обратился к Курлу-бею, попросив у него военной помощи. Однако, получив её и прогнав бедуинов, он отказал Курлу-бею в денежной оплате, посоветовав довольствоваться награбленным. Курлу-бей ответил, что тогда возьмет своё своим мечом. Он захватил новые земли и отдал своим туркменам. Положение Бадр аль-Джамали стало серьёзным, теперь уже он призвал бедуинов на помощь против Курлу-бея. После этого в районах, близких к тем, что заселили туркмены Курлу-бея, появилась большая группа арабов. Туркмены ночью совершили набег на них, убили и взяли многих в плен.
Курлу и Атсыз вступили в союз с вали города Сур и Мирдасидским эмиром Алеппо, которые боролись против Фатимидов. Согласно Ибн аль-Каланиси, чтобы освободить осажденный Бадром аль-Джамали Сур, Курлу-бей с шестью тысячами всадников осадил принадлежавший Фатимидам город Сидон. Бадр аль-Джамали был вынужден снять осаду Сура и отправиться на помощь Сидону. В 1071 году Курлу-бей осадил Дамаск, а затем Акко. После смерти Курлу у Акко Атсыз продолжил осаду, но, не добившись успеха, вернулся со своими войсками в Рамлу.

### Завоевание Иерусалима
Фатимиды и Византия в Палестине теряли свои позиции: вали части городов Палестины перестали подчиняться Каиру, Мирдасиды Алеппо добровольно подчинились сельджукам; Антиохия ещё была византийской, но палестинские территории Византии сельджукскими завоеваниями были отрезаны от центра империи. После того, как Атсыз сменил Курлу, он расширил бейлик за счет сирийских и палестинских территорий Фатимидов. Сначала он осадил Иерусалим. Вали Фатимидов в городе был туркменского происхождения, он согласился сдать город в обмен на гарантии безопасности и обеспечения своей семьи. После сдачи города Атсыз выделил ему дирлик и обещал, что «люди не будут тронуты». По словам А. Севима, жители города были довольны правлением Атсыза.
В поэме, написанной в 1077 году по случаю поражения туркменской армии, есть такие строки: «И вспомнили также, что сделали с народом Иерусалима/Который осаждали дважды в два года». На их основании историк из Хайфы Е. Френкель утверждал, что Атсыз завоёвывал город дважды (в 1071 и в 1073 годах).
К. Каэн писал, что Атсыз решил примириться с сыном Алп-Арслана, сельджукским султаном Мелик-шахом и стал править как вассал Аббасидов, хутбу читали от имени сельджукского султана. Перенеся столицу из Рамлы в Иерусалим, Атсыз продолжил завоевание городов Сирии и Палестины, в том числе Дамаска.

### Отношения с Шоклю
Вали Акко Бадр аль-Джамали был назначен визирем государства Фатимидов в Египте и отбыл в Каир, от его имени городом управлял некий Ибн Сукха. В октябре-ноябре 1074 года один из эмиров Атсыза, Шоклю, осадил Акко. Бадр аль-Джамали перед этим предоставил крестьянам Египта трехлетнюю отсрочку от сбора дани и не имел ни войск, ни денег для защиты городов Сирии. Ибн Сукха, поссорившийся с Бадр аль-Джамали, передал город Шоклю, который захватил городскую казну и пленил членов семьи Бадр аль-Джамали. При этом, Шоклю хорошо отнёсся к детям и женщинам Бадра аль-Джамали, желая заручиться его поддержкой против Атсыза. Атсыз отправил гонца к Шоклю, потребовав переслать ему семью Бадра аль-Джамали и половину захваченной казны, а также претендуя быть сельджукским вали Акко. Однако Шоклю хотел создать независимое княжество в Акко для себя, и отклонил приказ Атсыза, восстав против него. Опасаясь реакции Атсыза, Шоклю заключил соглашение с фатимидским вали Дамаска Муаллой бин Хайдере и с частью племени бени Киляб, скрепив его замужеством своей сестры с Муаллой. Фатимиды назначили Шоклю правителем Акко. В апреле-мае 1075 года, ещё до того, как союзники Шоклю успели прибыть на помощь, Атсыз атаковал его и победил. После этого поражения Шоклю заключил союз с сыновьями Кутулмыша, которые в это время захватывали юго-восточную Анатолию. Он написал им, сообщив, что ему обещали помощь Фатимиды. В Тивериаду прибыли два сына Кутулмыша (вероятно, Алп-Илек и Девлет) и сын его брата Ресул Текина. Атсыз следил за приготовлениями Шоклю, и напал на него и его союзников. В битве при Тивериаде в 1075 году он одержал над ними решительную победу. Шоклю вместе с сыном попали в плен и были немедленно убиты. Отец Шоклю, также пленённый, был освобожден из-за его преклонного возраста, и бежал в Египет вместе с другим сыном Шоклю. Сельджукиды (сыновья Кутулмыша) тоже попали в руки Атсыза. Он сообщил об этом их родственнику, султану Мелик-шаху, которому подчинялся. С другой стороны, Сулейман ибн Кутулмыш отправился из Анатолии на юг, в Сирию, и из Хомса отправил гонца к Атсызу, требуя передать ему его братьев, но Атсыз ответил, что ждет указаний от султана. В итоге, в декабре 1075 года по приказу Мелик-шаха он отправил пленников в Исфахан через Багдад.

### Приказ Мелик-шаха о смещении Атсыза
После Тивериадской битвы Атсыз вместе с братом Джавли завоевал Триполи и осадил Сур. Он договорился с вали Фатимидов в Суре о сдаче города, пообещав «не отменять шиитскую проповедь» в городе, что было следствием его религиозной терпимости.
Атсыз правил в Иерусалиме, Рамле, Тивериаде, Триполи, Суре, Акко, Хомсе и Рафании. По неясным причинам Мелик-шах решил сместить Атсыза и заменить его своим братом Тутушем, несмотря на неодобрение такого действия визирем Низам аль-Мюльком. Единственным источником информации по этим событиям является труд Сибта ибн Джаузи «Мир’ат аз-заман фи тарих аль-а’йан». Хронист не поясняет мотивов султана. По предположению А. Севима, это решение могло быть принято султаном под влиянием его родственников, Куталмышогуллары, настроивших его против Атсыза, а возможно дело было в желании Тутуша быть султаном Сирии. Узнав о решении султана, Атсыз написал ему, заверяя в преданности. После этого письма султан Меликшах под влиянием визиря Низам аль-Мюлька оставил эмира в должности и послал ему почётное платье (хилат), коня, меч и щит.

### Покорение Дамаска
С 1070/71 года Атсыз периодически осаждал Дамаск и держал под контролем его регион. Город не мог получить помощь Фатимидов, условия жизни в городе были тяжелыми. Муалла успешно отражал атаки туркмен. Атсыз каждую весну был вынужден вырубать деревья в оазисе Дамаска, вытаптывать конями поля и разорять деревни. Согласно Ибн аль-Каланиси и Ибн Асакиру, Муалла был одним из худших правителей, творивший насилие и конфисковывавший имущество, ненавидимый всеми жителями. В 1075 году в городе вспыхнуло восстание против Муаллы. Некоторые из жителей связались с Атсызом и подстрекали его к очередному нападению на город, обещая помощь внутри города. В мае 1075 года Атсыз снова осадил его. В августе 1075 года Муалла бежал, бросив город, и укрылся в Баньясе. Солдаты гарнизона выбрали новым вали своего лидера, Зайнеддина Интисара бен Яхья. Хронисты (Ибн аль-Каланиси и Ибн Асакир) описывают его как прямого и честного человека, уважаемого подчиненными. Несмотря на все принятые меры, новый вали не смог снять блокаду города. Нехватка еды делала жизнь в Дамаске невыносимой: люди ели падаль, были случаи каннибализма, начались стычки между представителями разных племен. В марте-апреле 1075 года Атсыз снова осадил Дамаск и направил Интисару требование мирной сдачи. В июне-июле 1076 года его требования были приняты, Атсыз вступил в город и занял замок. В пятницу в Большой мечети города была произнесена хутба от имени аббасидского халифа Аль-Муктади Биамриллаха и сельджукского султана Мелик-шаха. Столица эмирата была перенесена из Иерусалима в Дамаск. Атсыз принял ряд мер, чтобы нормализовать жизнь в городе, который ранее сам блокировал в течение нескольких лет. Он приказал доставить в город продовольствие из соседних районов, раздать семена и засеять поля, отремонтировать здания. Эти меры привели к снижению цен, в город вернулись многие жители, покинувшие его ранее. Тем не менее, по выражению Т. Бьянки, «туркмены Атсыза вели себя с дамаскинцами ещё хуже, чем солдаты Фатимидов». По словам Т. Бьянки, «годы, последовавшие за окончанием правления Фатимидов, были для Дамаска и южной Сирии хуже, чем все, что произошло в предыдущем столетии».

### Поход в Египет
За 1071—1076 годы Атсыз практически положил конец господству Фатимидов в Сирии и Палестине. Только Аскалон и Яффо ещё не были им покорены. Он собирался завоевать Египет и положить конец самому государству Фатимидов. Примерно в это время к Атсызу присоединился туркменский эмир Ильденизоглу, ранее служивший Фатимидам. По совету Ильденизоглу в 1076 (1077) году Атсыз предпринял поход в Египет с армией из примерно 5—6 тысяч человек — туркменов, курдов и арабов. После 50 дней осады ему удалось завоевать город Риф на границе с Египтом. В конце января 1077 года Атсыз пересёк египетскую границу и подошел к Каиру. Бадр аль-Джамали послал тысячный отряд совершить набег на армию сельджуков, но отряд был разбит. В Каире жители требовали от халифа принять срочные меры для защиты города, но Маад аль-Мустансир Биллах готовился к бегству на корабле по Нилу. За это время визирь Бадр аль-Джамали успел закончить приготовления к обороне. К нему присоединился Бадр бин Хазим со своими двумя тысячами всадниками из племени бени Киляб, вместе с которыми он покинул армию Атсыза.
Атсыз созвал военный совет. Опытные командиры советовали отступить «из-за нехватки солдат», но молодые выступали за битву. В итоге Атсыз принял решение начать сражение. Армия Фатимидов превосходила войско Атсыза по численности. 7 февраля 1077 года состоялась ожесточённая битва. Отец и сын Шоклю, бежавшие в Египет, связались с 700 туркменами в армии Атсыза, которые в ходе боя перешли на сторону Фатимидов. После этого Атсыз, войско которого ещё больше уменьшилась, начал отступать. В это время Бадр бин Хазим напал на лагерь Атсыза и поджёг его. Боевые порядки войск Атсыза смешались, войско разбежалось. Многие были убиты. Атсыз с небольшим отрядом кавалерии с трудом вернулся в Дамаск, один из его братьев погиб, а другой потерял руку.

### После поражения
Когда весть о поражении достигла Палестины, чиновники арабского происхождения во многих городах и замках Палестины и Сирии подняли восстание против Атсыза. Они снова начали читать хутбу от имени Фатимидов. Таким образом, эмир потерял контроль почти над всеми городами и замками в Палестине и Сирии. Только Дамаск остался верен Атсызу, потому что, отправляясь в Египет, он оставил управлять городом одного из своих братьев, Джавли. Атсыз отблагодарил Дамаск, освободив его жителей на год от налогов.
Направляясь в Каир, Атсыз оставил своих жен, детей и казну в Иерусалиме. В этом городе мятежниками руководили кади и шухуды. Жены Атсыза подверглись насилию, его детей продали в рабство. Два предложения Атсыза мятежникам сдать город и получить пощаду были отвергнуты. Атсыз усилил свое войско тремя тысячами туркменских всадников, присланных сельджукским султаном, захватил у восставших Иерусалим и жестоко наказал их. Ибн аль-Асир, описывая эти события, писал: «И когда он приблизился к Иерусалиму, его жители укрепились и прокляли его, и он убил их, и завоевал город, и разграбил его, и и убил ещё больше людей, когда достиг мечети аль-Акса, и остановился, только когда достиг Купола Скалы». Сибт ибн аль-Джаузи уточнял, как Атсыз проник в город: «Некоторые горожане перешли на сторону Атсыза и открыли тайный проход в городских стенах: и показали ему, и он вошел этим путем с воинами с обнаженными мечами, и захватил ворота, и вошло войско». Хронист усточнял, что было убито три тысячи человек. Кади и шухудов, которых к Атсызу доставили связанными, он убил собственноручно. По словам К. Каэна, «он утопил в крови» это восстание. При этом, по мнению Ш. Гата, «действия Атсыза не были жестокостью сами по себе. Его жены были осквернены, его дети оскорблены, его имущество разграблено, а два щедрых предложения о капитуляции были отвергнуты с публично высказанными презрением и насмешками. Он был обязан агрессивно реагировать на такие оскорбления — иначе он был бы объектом презрения и насмешек в глазах всех своих подданных».
В Иерусалиме Атсыз назначил нового вали по имени Турмуш. Позже он вернул и другие города. Сибт ибн аль-Джаузи сообщал, что население Яффы и Рамлы бежало. После подавления восстания Атсыз отправил в Дамаск много дирхамов, за один динар теперь давали 50 дирхамов вместо 13.
До султана Мелик-шаха дошли сведения о поражении Атсыза в Египте и слух о смерти эмира. Он назначил сельджукским правителем Сирии и Палестины своего брата, вали Гянджи Тутуша. В 1079 году Тутуш прибыл с армией в окрестности Диярбакыра, где узнал, что Атсыз не погиб в египетской кампании. Он доложил о этом Мелик-шаху. После этого султан отправил Тутушу новый приказ, «не входить в Сирию и Палестину, находящиеся под властью Атсыза, а действовать в регионе Алеппо».

### Смерть
Фатимиды попытались вернуть Палестину и Сирию. В 1077/78 году командующий фатимидской армии Наср ад-Даула аль-Джуюши осадил Дамаск в первый раз, но Атсыз сумел дать отпор. В октябре 1079 года Наср ад-Даула повторил попытку. На этот раз Атсыз с трудом защищал город. Он послал сообщение Тутушу, осаждавшему в это время Алеппо, с просьбой о «неотложной помощи», обещав «отдать ему город». Тутуш со своими войсками отправился к Дамаску. В результате армия Фатимидов была вынуждена снять осаду и отступить в Египет. Через некоторое время Тутуш прибыл в Дамаск, Атсыз встретил его на лугу Азра недалеко от города. Однако эмир уже сожалел о том, что позвал Тутуша, и пытался не передать ему город. Тутуш, обнаружив это, арестовал Атсыза. Возможно, сельджукидом руководило чувство зависти к предыдущим победам эмира. Как предлог было озвучено, якобы, имевшее место опоздание Атсыза на встречу Тутуша. Атсыз и его брат Джавли были обвинены в заговоре , а через некоторое время Атсыз был задушен тетивой лука, а Джавали обезглавлен. Таким образом, Тутуш захватил Дамаск и основал государство Сирийских сельджуков. Для укрепления своего положения Тутуш женился на вдове убитого им Джавли, которая была жительницей Дамаска, Сафват аль-Мулюк.

## Личность
Завоевав большую часть Сирии и Палестины, Атсыз получил лакаб Мелик аль-Муаззам (араб. الملك المعظّم‎, тур. el-melikü’l-muazzam). В сокровищнице Атсыза после его смерти было найдено много драгоценных камней, жемчуга, 10 000 золотых и 200 золотых изделий. По мнению А. Севима, Атсыз был одним из самых ценных и опытных эмиров государства Сельджуков. Либо поэтому, либо из-за того, что он происходил из того же племени кынык, что и семья сельджуков, его казнили методом, используемым при казни членов династии; Атсыз отличался религиозной терпимостью; он всегда справедливо относился к населению земель, которыми управлял, уменьшал или вообще отменял высокие налоги.
Цитадель Дамаска, по сообщениям Ибн Асакира и Ибн Каcира, была заложена Атсызом, который построил в 1077-78 году небольшую крепость (Ибн аль-Каланиси и аль Мукаддаси приписывают начало строительства фатимидскому вали города и относят событие к 1068 году или концу X века, соответственно).

## Комментарии
1. ↑  Аз-Захаби называл эмира Атсыз бен Абак аль-Хорезми эт-Турки, Ибн аль-Азрак аль-Фарики — Атсыз бен Абак аль-Хорезми, Нур ад-Дин ас-Сабуни[англ.] — Атсыз бен Увак аль-Хорезми, Ибн аль-Каланиси и Ибн аль Адим[англ.]— Атсыз бен Увак, Ибн аль-Джаузи и его внук Сибт ибн аль-Джаузи — Атсыз эт-Турки, Аль-Азими[англ.] — Атсыз, Ибн Асакир и Михаил Сириец — Аксир, Матвей Эдесский — Ахсис[1].
2. ↑  Я. Пилипчук утверждал, что Атсыз был из рода Артука[9].
3. ↑  Я. Пилипчук утверждал, что Алп-Арслан послал Атсыза, чтобы отнять у Фатимидов Дамаск[9].
4. ↑  «средство для жизни», «кормление» — содержание в виде денег или дохода с земельного владения.
5. ↑  «свидетели», назначались кади, были его доверенными лицами, участвовали в заседаниях суда[35]
6. ↑  С. Монфериоре (не указывая источников) утверждал, что ворота открыла одна из наложниц Атсыза[38].
7. ↑  Я. Пилипчук утверждал, что Тутуш отвоевал Дамаск у Атсыза в 1081 году[9].